# Paavo Voutilainen
Paavo Voutilainen (* 25. Februar 1999 in Imatra, Finnland) ist ein finnischer ehemaliger Fußballspieler.

## Karriere

### Verein
Voutilainen begann seine Profikarriere beim FC Lahti, spielte aber oftmals für die Farmteams des Klubs. Mit Lahti gewann er 2016 den finnischen Ligapokal. Von 2019 bis 2021 war er bei FC KTP Kotka aktiv, mit denen er zur Saison 2021 in die Veikkausliiga. Nach dem direkten Wiederabstieg trennten sich die Wege von Verein und Spieler. Seither tauchte Voutilainen bei keinem professionellen Verein im Spielerkader auf.

### Nationalmannschaft
2015 gab Voutilainen sein Debüt für die finnische U17-Nationalmannschaft, für die er insgesamt acht Mal eingesetzt wurde. 2018 spielte er in drei Freundschaftsspielen für die U18-Nationalmannschaft, anschließend wurde er 2019 in die U19-Nationalmannschaft berufen. Für diese absolvierte er sechs Spiele.

## Erfolge
FC Lahti
- Finnischer Ligapokal: 2016